# O Espantalho (telenovela)
O Espantalho é uma telenovela brasileira produzida pelos Estúdios Silvio Santos e exibida pela Record e pela TVS (no Rio de Janeiro) entre 25 de janeiro e 13 de junho de 1977, em 119 capítulos. Escrita por Ivani Ribeiro, sob direção de José Miziara e Luciano Callegari e direção geral de David Grimberg. Em 1993 Ivani utilizou a história de O Espantalho no remake de Mulheres de Areia para a TV Globo.
Contou com as atuações de Jardel Filho, Nathália Timberg, Fábio Cardoso, Esther Góes, Hélio Souto, Theresa Amayo, Rolando Boldrin e Carlos Alberto Riccelli nos papeis principais.

## Produção
Em 1973 Sílvio Santos, na época dono da Record, decidiu encerrar o departamento de dramaturgia – que compreendia 3 horários: 18h30, 19h15 e 20h – e demitiu todo banco de atores que estavam há anos na emissora, incluindo grandes nomes como Nathalia Timberg, Laura Cardoso e Maria Estela. Porém, cinco anos depois, em 1977, Sílvio, decidiu produzir uma novela que passasse em São Paulo pela Record e no Rio de Janeiro pela TVS, emissora carioca recém-inaugurada por ele. Ivani Ribeiro, que havia se tornado a principal autora da Rede Tupi com novelas prestigiadas como Mulheres de Areia, A Barba Azul, O Machão e A Viagem, foi contratada com um alto salário para escrever a novela, inspirando-se na peça de teatro Um Inimigo do Povo, do dramaturgo norueguês Henrik Ibsen.
Originalmente a novela se chamaria Águas Mortas, porém o título foi alterado. As gravações acontecerem Itanhaém, no litoral do estado de São Paulo, para representar a cidade fictícia de Guaianá, contando com locações da cidade utilizadas como cidade cenográfica. Os problemas nas gravações externas e no atraso da produção, fizeram com que Sílvio desistisse de reativar definitivamente com o núcleo de dramaturgia na Record ou seguir produzindo na TVS, além de Ivani ter retornado à Tupi. A Record só voltaria a fazer novelas 20 anos depois, com Canoa do Bagre em 1997, embora a tradição de assistir novelas na emissora já tivesse se perdido na ocasião.

### RemakecomMulheres de Areia
Em 1993 Ivani fez um remake de Mulheres de Areia na Rede Globo, porém como a original da Tupi de 1973 compreendia apenas o núcleo principal, a autora decidiu utilizar a história de O Espantalho para criar os núcleos paralelos. O remake manteve basicamente o mesmo perfil de todos os personagens, com exceção de Zilá (na Globo chamada de Malu), que passou de uma menina mimada e mau-caráter para uma moça rebelde, debochada e divertida.

## Exibição
O Espantalho foi exibida na RecordTV em São Paulo entre 25 de janeiro e 13 de junho de 1977, às 21h, e na TVS no Rio de Janeiro entre 1 de junho e 18 de novembro de 1977, inicialmente às 21h15 e depois para às 19h.
Em 1979, a Rede Tupi reprisou de forma ilegal a novela de forma compacta em 60 capítulos, entre 2 de maio e 4 de agosto, sendo processada pela Record por não pagar pelos direitos de imagem. Foi exibida legalmente pelo SBT entre 17 de janeiro e 21 de março de 1983.

## Enredo
Em Guaianá, litoral de São Paulo, o prefeito Breno trava uma guerra com o inescrupuloso Rafael, seu próprio cunhado e vice-prefeito, por divergirem sobre o uso da praia, que está contaminada – o primeiro quer mantê-la interditada até ter verba para tratamento, enquanto o segundo quer liberar independente da poluição, pois só assim garante o turismo em seu hotel. Rafael é casado com Corina, irmã de Breno, uma mulher infeliz, que abandonou os próprios sonhos em prol do marido, sendo pais de Zilá, moça mimada que pressiona Dirceu para se casar, e Ney, humilhado pelo pai e apaixonado por Laurita. Já Breno é casado com Geni, que é ameaçada por Rafael para ajudar em seus planos quando ele descobre que ela foi stripper no passado. Celeste, sogra de Breno, o odeia por seu jeito passivo, enquanto a cunhada Andréia é apaixonada por ele.
Rafael manda colocar espantalhos nas praias, simulando que os moradores veem o prefeito como traidor, porém do lado de Breno unindo a população estão Tonha, líder comunitária e namorada de Juca, e Dr. Munhoz, médico local e que ama a moça em segredo, embora acabe envolvido com Corina, lhe devolvendo a paixão por viver. Ainda há a divertida Manuela, que vive em conflito com o pai de Tonha,  Zé Pedro, por estarem de lados opostos politicamente, embora sonhe em conquista-lo; e as amigas  Madrinha, Shizue e Zezé – que sonha em desencalhar.

## Elenco
| Ator/Atriz              | Personagem                  |
| ----------------------- | --------------------------- |
| Jardel Filho            | Rafael Nascimento           |
| Nathália Timberg        | Corina Monteiro Nascimento  |
| Theresa Amayo           | Antônia Assunção (Tônia)    |
| Fábio Cardoso           | Breno Monteiro              |
| Esther Góes             | Geni Dias Monteiro / Pâmela |
| Hélio Souto             | Dr. Munhoz                  |
| Rolando Boldrin         | Juca Leão                   |
| Carlos Alberto Riccelli | Ney Monteiro Nascimento     |
| Carmen Monegal          | Zilá Monteiro Nascimento    |
| Suzy Camacho            | Laurita Alencar             |
| Eduardo Tornaghi        | Dirceu Leão                 |
| Reny de Oliveira        | Andréia Dias                |
| Lídia Costa             | Celeste Dias                |
| Walter Stuart           | Zé Pedro Assunção           |
| Wanda Kosmo             | Manuela                     |
| Guilherme Corrêa        | Afrânio Alencar             |
| Léa Camargo             | Santusa Alencar             |
| Leonor Lambertini       | Dona Madrinha               |
| Riva Nimitz             | Zezé                        |
| Midori Tange            | Shizue                      |
| Régis Monteiro          | Vasco                       |
| Roberto Maya            | Padre Vicente               |
| Percy Aires             | Delegado Sampaio            |
| Ivanise Senna           | Elza Cantareira             |
| Newton Prado            | Dr. Mathias do Prado        |
| João Signorelli         | Odilon do Prado             |
| Roberto Murtinho        | Chicão Sardinha             |
| Marta Volpiani          | Verinha Sardinha            |
| Arnaldo Weiss           | Ataliba Mendes              |
| Alexandre Sandrini      | Quico Mendes                |
| Jeremias Santos         | Vereador Sabiá              |
| Marthus Matias          | Escrivão Tobias             |
| Marilene de Carvalho    | Leonor                      |
| Maria Helena Pinto      | Rosa                        |
| Geraldo Louzano         | Jairinho do Picolé          |
| Augusto Pompeo          | Moacir                      |
| Walter Magalhães        | Reginho Assunção            |

### Participações especiais
| Ator/Atriz        | Personagem         |
| ----------------- | ------------------ |
| André Loureiro    | Dr. Sodré          |
| Marlene Marques   | Namorada de Dirceu |
| Wanderley Cardoso | Ele mesmo          |
| Luiz Américo      | Ele mesmo          |

## Trilha sonora

### Nacional
- "Festa no Mar" - Rolando Boldrin
- "Gingado Dobrado" - Edu Lobo
- "Contigo" - Adriana
- "Receita" - Paulo Chaves
- "Só (Solidão)" - Tom Zé
- "Cahina-Tiben" - Agepê
- "A Gaivota" - Ney Matogrosso
- "Canção Morrendo de Saudade" - Célia
- "Flor Poluída" - Silvio Brito
- "Espantalho" - Rolando Boldrin e Os Espantalhos
- "Toada" - Edu Lobo
- "Limite das Águas" - Edu Lobo[2]

### Internacional
- "Music Is My Way Of Life" - Might Clouds of Joy
- "Isn't She Lovely?" - Peter Kelly
- "Quand L'Autre N'Est Pas La" - Guy Mardel
- "Be My Girl" - The Dramatics
- "So Deep In Your Eyes" - Danny Stinger
- "Perfidia" - Raphael
- "The Best Years Of My Life" - The Faragher Brothers
- "I Can't Get Over You" - The Dramatics
- "Nel Tuo Corpo" - Cristiano Malgioglio
- "You Don't Have To Be a Star (To Be In Your Show)" - Marilyn McCoo & Billy Davis Jr.
- "Feelings" - Al Hudson & The Soul Partners[2]